# Bahraich
Bahraich ist eine Stadt im nordindischen Bundesstaat Uttar Pradesh.
Bahraich liegt in der nordindischen Ebene 25 km östlich vom Flusslauf der Ghaghara. Bahraich befindet sich 105 km nordnordöstlich von Lucknow. Bahraich ist Verwaltungssitz des gleichnamigen Distrikts.
Die nationale Fernstraße NH 28C verbindet Bahraich mit Lucknow sowie über Nanpara mit Nepalganj in Nepal.
Bahraich besitzt als Stadt den Status eines Nagar Palika Parishad. Die Stadt ist in 31 Wards gegliedert. Beim Zensus 2011 hatte Bahraich 186.223 Einwohner.